# Ryegate (Vermont)
Ryegate ist eine Town im Caledonia County des Bundesstaates Vermont in den Vereinigten Staaten mit 1165 Einwohnern (laut Volkszählung des Jahres 2020).

## Geografie

### Geografische Lage
Ryegate liegt im Südosten des Caledonia Countys, in den Green Mountains. Die östliche Grenze zu New Hampshire bildet der Connecticut River. Der Wells River durchfließt den Südwesten der Town in südöstlicher Richtung. Er mündet im Connecticut River. Mehrere kleinere Bäche fließen ebenfalls in den Connecticut River. Es gibt mehrere Seen auf dem Gebiet der Town. Der Größte ist der im Südwesten gelegene Ticklenaked Pond. Zentral auf dem Gebiet der Town befindet sich der Lower Symes Pond und etwas nördlich von ihm der McLam Pond. Die Oberfläche der Town ist hügelig und die höchste Erhebung ist der 720 m hohe Blue Mountain.

### Nachbargemeinden
Alle Entfernungen sind als Luftlinien zwischen den offiziellen Koordinaten der Orte aus der Volkszählung 2010 angegeben.
- Norden: Barnet, 5,8 km
- Nordosten: Monroe, NH, 14,7 km
- Südosten: Bath, NH, 13,9 km
- Süden: Newbury, 3,6 km
- Westen: Groton, 16,3 km
- Nordwesten: Peacham, 10,5 km

### Stadtgliederung
Auf dem Gebiet der Town befindet sich die Unincorporated Area Village East Ryegate.

### Klima
Die mittlere Durchschnittstemperatur in Ryegate liegt zwischen −9,44 °C (15 °F) im Januar und 20,0 °C (68 °F) im Juli. Damit ist der Ort gegenüber dem langjährigen Mittel der USA um etwa 9 Grad kühler. Die Schneefälle zwischen Mitte Oktober und Mitte Mai liegen mit mehr als zwei Metern etwa doppelt so hoch wie die mittlere Schneehöhe in den USA. Die tägliche Sonnenscheindauer liegt am unteren Rand des Wertespektrums der USA, zwischen September und Mitte Dezember sogar deutlich darunter.

## Geschichte

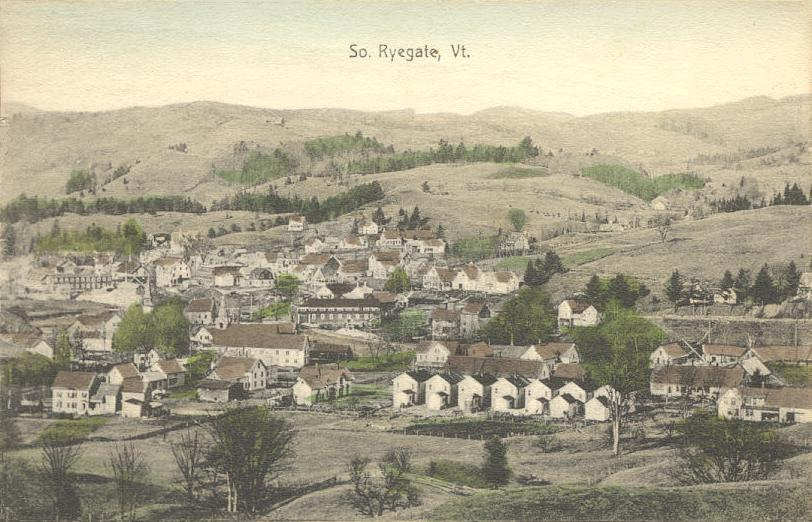
Historische Ansicht auf South Ryegate

Der Grant für Ryegate wurde von Benning Wentworth am 8. September 1763 als Teil der New Hampshire Grants an 94 Personen unter der Führung von Richard Jenness (auch Jennes oder Jennis) vergeben. Der Grant umfasste 20.492 Acre (8.292,8 Hektar). Benannt wurde die Town nach der Heimat von Jenness. Dieser stammte aus Reigate in Surrey. In einigen alten Karten der Region findet sich diese Bezeichnung für die Town. Viele der in diesem Grant begünstigten verkauften das Land und im Jahr 1773 gehörte  John Witherspoon, dem Präsidenten der Princeton University und Unterzeichner der Unabhängigkeitserklärung der Vereinigten Staaten.
1772 schlossen sich Farmer der Grafschaften Renfrew und Lanark in Schottland zusammen, um Land in Amerika zu besiedeln. Sie schickten David Allen und James Whitelaw vor, um Land für die Besiedlung zu erwerben. Diese kauften von Witherspoon ein Gebiet im Süden von Ryegate. Ab 1773 wurde das Gebiet von den Schotten besiedelt und außer Aaron Hosmer und seiner Familie stammten zu diesem Zeitpunkt alle Siedler aus Schottland. Eine weitere Gruppe aus Schottland erreichte 1774 Amerika, doch sie gerieten in den Amerikanischen Unabhängigkeitskrieg. Nach ihrer Ankunft in Boston wurden sie vor die Wahl gestellt, entweder die Arme der Briten zu verstärken, sich in Nova Scotia niederzulassen oder zurück nach Schottland zu gehen. Einige zogen nach Nova Scotia, viele kehrten zurück nach Schottland und erst nach dem Unabhängigkeitskrieg erreichten weitere Siedler aus Schottland Ryegate.

### Einwohnerentwicklung
| Volkszählungsergebnisse – Town of Ryegate | Volkszählungsergebnisse – Town of Ryegate | Volkszählungsergebnisse – Town of Ryegate | Volkszählungsergebnisse – Town of Ryegate | Volkszählungsergebnisse – Town of Ryegate | Volkszählungsergebnisse – Town of Ryegate | Volkszählungsergebnisse – Town of Ryegate | Volkszählungsergebnisse – Town of Ryegate | Volkszählungsergebnisse – Town of Ryegate | Volkszählungsergebnisse – Town of Ryegate | Volkszählungsergebnisse – Town of Ryegate |
| Jahr                                      | 1700                                      | 1710                                      | 1720                                      | 1730                                      | 1740                                      | 1750                                      | 1760                                      | 1770                                      | 1780                                      | 1790                                      |
| ----------------------------------------- | ----------------------------------------- | ----------------------------------------- | ----------------------------------------- | ----------------------------------------- | ----------------------------------------- | ----------------------------------------- | ----------------------------------------- | ----------------------------------------- | ----------------------------------------- | ----------------------------------------- |
| Einwohner                                 |                                           |                                           |                                           |                                           |                                           |                                           |                                           |                                           |                                           | 187                                       |
| Jahr                                      | 1800                                      | 1810                                      | 1820                                      | 1830                                      | 1840                                      | 1850                                      | 1860                                      | 1870                                      | 1880                                      | 1890                                      |
| Einwohner                                 | 406                                       | 812                                       | 994                                       | 1119                                      | 1222                                      | 1606                                      | 1098                                      | 935                                       | 1046                                      | 1126                                      |
| Jahr                                      | 1900                                      | 1910                                      | 1920                                      | 1930                                      | 1940                                      | 1950                                      | 1960                                      | 1970                                      | 1980                                      | 1990                                      |
| Einwohner                                 | 995                                       | 1194                                      | 1188                                      | 1216                                      | 1105                                      | 996                                       | 894                                       | 830                                       | 1000                                      | 1058                                      |
| Jahr                                      | 2000                                      | 2010                                      | 2020                                      | 2030                                      | 2040                                      | 2050                                      | 2060                                      | 2070                                      | 2080                                      | 2090                                      |
| Einwohner                                 | 1150                                      | 1174                                      | 1165                                      |                                           |                                           |                                           |                                           |                                           |                                           |                                           |

## Wirtschaft und Infrastruktur

### Verkehr
Die Interstate 91 verläuft in nordsüdlicher Richtung entlang des Connecticut Rivers. Der U.S. Highway 5 verläuft parallel zur Interstate. Durch den südwestlichen Teil der Town zieht sich in westöstlicher Richtung der U.S. Highway 302.

### Öffentliche Einrichtungen
Es gibt in Ryegate kein Krankenhaus. Das nächstgelegene Krankenhaus für die Bewohner der Town ist das  Cottage Hospital in Woodsville, New Hampshire.

### Bildung
Ryegate gehört mit Groton und Wells River zum Blue Mountain Union School District.
In Ryegate gibt es keine eigene Schule. Schulkinder besuchen die Blue Mountain Union School in Wells River. Sie bietet Klassen von Pre-Kindergarten bis zum Abschluss der High School im zwölften Schuljahr.
Es gibt in der Town zwei Büchereien. Die Ryegate Corner Library befindet sich an der South Bayley Hazen Road und die South Ryegate Corner Library an der Gilfallan Road im Village South Ryegate.